# Hedmark (circonscription électorale)
La circonscription électorale de Hedmark est une circonscription électorale de la Norvège, utilisée pour les élections législatives.
Ses frontières correspondent au comté du même nom.

## Résultats

### Années 2020

#### 2025
Résultats à venir

#### 2021
| Parti                  | Parti                                      | Voix    | %     | +/-  | Sièges | +/-           | A.S.c. |
| ---------------------- | ------------------------------------------ | ------- | ----- | ---- | ------ | ------------- | ------ |
|                        | Parti travailliste (Ap)                    | 38 136  | 33,12 | 2,43 | 3      | 1             | -      |
|                        | Parti du centre (Sp)                       | 32 286  | 28,04 | 5,87 | 2      | en stagnation | -      |
|                        | Parti conservateur (H)                     | 12 191  | 10,59 | 4,71 | 1      | en stagnation | -      |
|                        | Parti du progrès (FrP)                     | 9 696   | 8,42  | 3,31 | 0      | 1             | +1     |
|                        | Parti socialiste de gauche (SV)            | 7 902   | 6,86  | 1,14 | 0      | en stagnation | -      |
|                        | Parti rouge (R)                            | 3 876   | 3,37  | 2,11 | 0      | en stagnation | -      |
|                        | Parti libéral (V)                          | 2 642   | 2,29  | 0,04 | 0      | en stagnation | -      |
|                        | Parti de l'environnement - Les Verts (MDG) | 2 382   | 2,07  | 0,13 | 0      | en stagnation | -      |
|                        | Parti populaire chrétien (KrF)             | 1 876   | 1,63  | 0,17 | 0      | en stagnation | -      |
|                        | Parti des retraités (PP)                   | 1 482   | 1,29  | 0,15 | 0      | en stagnation | -      |
|                        | Démocrates de Norvège (DiN)                | 1 355   | 1,18  | 1,01 | 0      | en stagnation | -      |
|                        | Autres                                     | 4 144   | 3,60  | -    | 0      | -             |        |
|                        |                                            |         |       |      |        |               |        |
| Votes valides          | Votes valides                              | 115 131 | 99,24 |      |        |               |        |
| Votes blancs           | Votes blancs                               | 761     | 0,66  |      |        |               |        |
| Votes nuls             | Votes nuls                                 | 112     | 0,10  |      |        |               |        |
| Total                  | Total                                      | 116 004 | 100   | -    | 6      | en stagnation | 1      |
| Abstention             | Abstention                                 | 36 224  | 23,80 |      |        |               |        |
| Inscrits/Participation | Inscrits/Participation                     | 152 228 | 76,20 |      |        |               |        |

### Années 2010

#### 2017
| Parti                  | Parti                                      | Voix    | %     | +/-   | Sièges | +/-           | A.S.c. |
| ---------------------- | ------------------------------------------ | ------- | ----- | ----- | ------ | ------------- | ------ |
|                        | Parti travailliste (Ap)                    | 40 561  | 35,55 | 7,65  | 2      | 1             | -      |
|                        | Parti du centre (Sp)                       | 25 296  | 22,17 | 11,98 | 2      | 1             | -      |
|                        | Parti conservateur (H)                     | 17 454  | 15,30 | 2,97  | 1      | en stagnation | -      |
|                        | Parti du progrès (FrP)                     | 13 376  | 11,73 | 1,86  | 1      | en stagnation | -      |
|                        | Parti socialiste de gauche (SV)            | 6 528   | 5,72  | 1,82  | 0      | en stagnation | +1     |
|                        | Parti libéral (V)                          | 2 659   | 2,33  | 1,05  | 0      | en stagnation | -      |
|                        | Parti de l'environnement - Les Verts (MDG) | 2 215   | 1,94  | 0,03  | 0      | en stagnation | -      |
|                        | Parti populaire chrétien (KrF)             | 2 051   | 1,80  | 0,75  | 0      | en stagnation | -      |
|                        | Parti rouge (R)                            | 1 443   | 1,26  | 0,57  | 0      | en stagnation | -      |
|                        | PP                                         | 1 303   | 1,14  | 0,38  | 0      | en stagnation | -      |
|                        | Autres                                     | 1 194   | 1,05  | -     | 0      | -             |        |
|                        |                                            |         |       |       |        |               |        |
| Votes valides          | Votes valides                              | 114 080 | 99,10 |       |        |               |        |
| Votes blancs           | Votes blancs                               | 857     | 0,74  |       |        |               |        |
| Votes nuls             | Votes nuls                                 | 182     | 0,16  |       |        |               |        |
| Total                  | Total                                      | 115 119 | 100   | -     | 6      | en stagnation | 1      |
| Abstention             | Abstention                                 | 34 801  | 23,21 |       |        |               |        |
| Inscrits/Participation | Inscrits/Participation                     | 149 920 | 76,79 |       |        |               |        |

#### 2013
| Parti                  | Parti                                      | Voix    | %     | +/-  | Sièges | +/-           | A.S.c. |
| ---------------------- | ------------------------------------------ | ------- | ----- | ---- | ------ | ------------- | ------ |
|                        | Parti travailliste (Ap)                    | 48 694  | 43,20 | 3,90 | 3      | 1             | -      |
|                        | Parti conservateur (H)                     | 20 600  | 18,27 | 8,09 | 1      | en stagnation | -      |
|                        | Parti du progrès (FrP)                     | 15 316  | 13,59 | 4,31 | 1      | en stagnation | -      |
|                        | Parti du centre (Sp)                       | 11 483  | 10,19 | 0,09 | 1      | en stagnation | -      |
|                        | Parti socialiste de gauche (SV)            | 4 393   | 3,90  | 2,66 | 0      | en stagnation | +1     |
|                        | Parti libéral (V)                          | 3 805   | 3,38  | 0,93 | 0      | en stagnation | -      |
|                        | Parti populaire chrétien (KrF)             | 2 871   | 2,55  | 0,09 | 0      | en stagnation | -      |
|                        | Parti de l'environnement - Les Verts (MDG) | 2 224   | 1,97  | 1,65 | 0      | en stagnation | -      |
|                        | Parti des retraités (PP)                   | 1 719   | 1,52  | 0,44 | 0      | en stagnation | -      |
|                        | Autres                                     | 1 618   | 1,44  | -    | 0      | -             |        |
|                        |                                            |         |       |      |        |               |        |
| Votes valides          | Votes valides                              | 112 723 | 99,32 |      |        |               |        |
| Votes blancs           | Votes blancs                               | 665     | 0,59  |      |        |               |        |
| Votes nuls             | Votes nuls                                 | 102     | 0,09  |      |        |               |        |
| Total                  | Total                                      | 113 490 | 100   | -    | 6      | 1             | 1      |
| Abstention             | Abstention                                 | 34 608  | 23,37 |      |        |               |        |
| Inscrits/Participation | Inscrits/Participation                     | 148 098 | 76,63 |      |        |               |        |

### Années 2000

#### 2009
| Parti                  | Parti                           | Voix    | %     | +/-           | Sièges | +/-           | A.S.c. |
| ---------------------- | ------------------------------- | ------- | ----- | ------------- | ------ | ------------- | ------ |
|                        | Parti travailliste (Ap)         | 50 855  | 47,10 | 1,21          | 4      | en stagnation | -      |
|                        | Parti du progrès (FrP)          | 19 326  | 17,90 | 0,89          | 1      | en stagnation | -      |
|                        | Parti du centre (Sp)            | 11 096  | 10,28 | en stagnation | 1      | en stagnation | -      |
|                        | Parti conservateur (H)          | 10 994  | 10,18 | 2,14          | 1      | 1             | -      |
|                        | Parti socialiste de gauche (SV) | 7 078   | 6,56  | 2,21          | 0      | 1             | +1     |
|                        | Parti populaire chrétien (KrF)  | 2 652   | 2,46  | 0,74          | 0      | en stagnation | -      |
|                        | Parti libéral (V)               | 2 650   | 2,45  | 1,15          | 0      | en stagnation | -      |
|                        | Parti des retraités (PP)        | 2 119   | 1,96  | 0,31          | 0      | en stagnation | -      |
|                        | Autres                          | 1 196   | 1,11  | -             | 0      | -             |        |
|                        |                                 |         |       |               |        |               |        |
| Votes valides          | Votes valides                   | 107 966 | 99,37 |               |        |               |        |
| Votes blancs           | Votes blancs                    | 631     | 0,58  |               |        |               |        |
| Votes nuls             | Votes nuls                      | 56      | 0,05  |               |        |               |        |
| Total                  | Total                           | 108 653 | 100   | -             | 7      | en stagnation | 1      |
| Abstention             | Abstention                      | 37 996  | 25,91 |               |        |               |        |
| Inscrits/Participation | Inscrits/Participation          | 146 649 | 74,09 |               |        |               |        |

#### 2005
| Parti                  | Parti                           | Voix    | %     | +/-  | Sièges | +/-           | A.S.c. |
| ---------------------- | ------------------------------- | ------- | ----- | ---- | ------ | ------------- | ------ |
|                        | Parti travailliste (Ap)         | 50 484  | 45,89 | 8,28 | 4      | 1             | -      |
|                        | Parti du progrès (FrP)          | 18 717  | 17,01 | 5,94 | 1      | en stagnation | -      |
|                        | Parti du centre (Sp)            | 11 304  | 10,28 | 1,22 | 1      | en stagnation | -      |
|                        | Parti socialiste de gauche (SV) | 9 650   | 8,77  | 4,88 | 1      | en stagnation | -      |
|                        | Parti conservateur (H)          | 8 845   | 8,04  | 4,64 | 0      | 1             | +1     |
|                        | Parti libéral (V)               | 3 965   | 3,60  | 1,49 | 0      | en stagnation | -      |
|                        | Parti populaire chrétien (KrF)  | 3 519   | 3,20  | 4,54 | 0      | 1             | -      |
|                        | Parti des retraités (PP)        | 2 492   | 2,27  | 1,06 | 0      | en stagnation | -      |
|                        | Autres                          | 1 029   | 0,94  | -    | 0      | -             |        |
|                        |                                 |         |       |      |        |               |        |
| Votes valides          | Votes valides                   | 110 005 | 99,39 |      |        |               |        |
| Votes blancs           | Votes blancs                    | 580     | 0,52  |      |        |               |        |
| Votes nuls             | Votes nuls                      | 96      | 0,09  |      |        |               |        |
| Total                  | Total                           | 110 681 | 100   | -    | 7      | 1             | 1      |
| Abstention             | Abstention                      | 34 558  | 23,79 |      |        |               |        |
| Inscrits/Participation | Inscrits/Participation          | 145 239 | 76,21 |      |        |               |        |

#### 2001
| Parti                  | Parti                           | Voix    | %     | +/-  | Sièges | +/-           | A.S.c. |
| ---------------------- | ------------------------------- | ------- | ----- | ---- | ------ | ------------- | ------ |
|                        | Parti travailliste (Ap)         | 40 125  | 37,61 | 9,39 | 3      | 1             | -      |
|                        | Parti socialiste de gauche (SV) | 14 567  | 13,65 | 5,87 | 1      | 1             | -      |
|                        | Parti conservateur (H)          | 13 522  | 12,68 | 4,76 | 1      | en stagnation | -      |
|                        | Parti du progrès (FrP)          | 11 814  | 11,07 | 0,02 | 1      | en stagnation | -      |
|                        | Parti du centre (Sp)            | 9 660   | 9,06  | 4,02 | 1      | en stagnation | -      |
|                        | Parti populaire chrétien (KrF)  | 8 259   | 7,74  | 0,89 | 1      | en stagnation | -      |
|                        | Parti des retraités (PP)        | 3 550   | 3,33  | 2,36 | 0      | en stagnation | -      |
|                        | Parti libéral (V)               | 2 255   | 2,11  | 0,26 | 0      | en stagnation | -      |
|                        | Autres                          | 2 929   | 2,75  | -    | 0      | -             |        |
|                        |                                 |         |       |      |        |               |        |
| Votes valides          | Votes valides                   | 106 681 | 99,20 |      |        |               |        |
| Votes invalides        | Votes invalides                 | 857     | 0,80  |      |        |               |        |
| Total                  | Total                           | 107 538 | 100   | -    | 8      | en stagnation | 0      |
| Abstention             | Abstention                      | 37 655  | 25,93 |      |        |               |        |
| Inscrits/Participation | Inscrits/Participation          | 145 193 | 74,07 |      |        |               |        |